# تیم رزان
تیم رُزان (انگلیسی: Tim Rozon؛ زادهٔ ۴ ژوئن ۱۹۷۶) بازیگر و مدل اهل کانادا است.
از فیلم‌ها یا مجموعه‌های تلویزیونی که وی در آن‌ها نقش داشته است، می‌توان به واینونا ارپ، مرز جنون، پلیس‌های تازه‌کار، انسان بودن و نجات امید اشاره نمود.